# Guntimil
Guntimil (llamada oficialmente San Xoán de Guntimil) es una parroquia y un lugar del municipio español de Ginzo de Limia, en la provincia de Orense, Galicia.

## Toponimia
La parroquia también es conocida por el nombre de San Juan de Guntimil.

## Organización territorial
La parroquia está formada por dos entidades de población:
- Gudes
- Guntimil

## Demografía

### Parroquia
| Gráfica de evolución demográfica de Guntimil (parroquia) entre 2000 y 2022 |
|                                                                            |
| Datos según el nomenclátor publicado por el INE.                           |

### Lugar
| Gráfica de evolución demográfica de Guntimil (lugar) entre 2000 y 2022 |
|                                                                        |
| Datos según el nomenclátor publicado por el INE.                       |